# Річки Івано-Франківської області
У межах Івано-Франкіської області — 132 річки, завдовжки понад 10 км кожна. Вони належать до басейнів двох річок: Дністра (річки західної та північної частини області) та Пруту (річки східної та південної частини). Найбільші притоки Дністра в межах області — Свіча, Лімниця, Бистриця; найбільші притоки Пруту — Пістинька, Рибниця, Черемош.
Більшість річок області протікають серед гір та північно-східних відногів Українських Карпат, тому є типово гірськими річками. Річки північної частини області (особливо ліві притоки Дністра) та східної частини (у межиріччі Дністра і Пруту) належать до рівнинних річок.

## Екологічний стан
Екологічний стан річок Івано-Франківщини задовільний переважно лише в гірських районах. Рівнинні річки часто занечищуються відходами сільгоспвиробництва і промисловими та побутовими стоками.

## Перелік річок за сточищем

### Сточище Дністра
- Свіча — права
  - Ільниця — ліва
  - Мизунка — ліва
    - Соболь — ліва

  - Витвиця (Лужанка) — ліва
    - Путня — права

  - Саджава — права
  - Лущава — права
  - Сукіль — ліва
    - Бряза — права
    - Гериня — права

  - Тур'янка — права
- Свірж — ліва
  - Любешка — права
- Сівка — права
  - Кропивник — ліва
  - Болохівка — ліва
- Лімниця — права
  - Чечва — ліва
    - Ілемка — ліва
    - Дуба — права
- Луква — права
  - Луквиця — права
- Гнила Липа — ліва
  - Студений Потік — ліва
  - Нараївка — ліва
- Бибелька — ліва
- Бистриця — права
  - Бистриця Солотвинська — ліва
    - Саджавка — ліва
    - Манявка — права

  - Бистриця Надвірнянська — права
    - Ворона — права
      - Стримба — ліва

    - Зелениця — права
    - Довжинець — права
    - Салатрук — ліва
- Золота Липа (гирло) — ліва
- Тлумачик — права

### Сточище Пруту
- Пихи — права
- Прутець Яблуницький — ліва
- Прутець Чемигівський — права
- Жонка — ліва
- Перемиська — ліва
- Любижня — ліва
- Ослава — права
- Красна — права
- Товмачик — ліва
- Пістинька — права
  - Брустурка — права
  - Лючка — ліва
    - Люча — права
    - Сопівка — ліва
      - Ключівка — права
- Добровідка — ліва
- Березівка — права
- Цуцулинок — права
- Турка — ліва
- Рибниця — права
  - Річка — ліва
  - Тарновець — ліва
  - Химчинець — ліва
- Чорнява — ліва
  - Грушка — права
- Белелуйка — ліва
- Колочин — ліва
- Черемош — права
  - Чорний Черемош — ліва
    - Шибений — ліва
      - Погорілець — ліва

    - Дземброня — ліва
    - Бистрець — ліва
    - Ільця — ліва
    - Бережниця — ліва
    - Річка (Чорна Річка) — права
      - Біла Річка — права

  - Білий Черемош — права
    - Перкалаб — ліва
    - Пробійна — ліва
      - Грамітний — права